# Operação Expresso 150
Operação Operação Expresso 150 foi uma operação realizada pela Polícia Federal (PF) deflagrada em 2016, responsável em apurar um grupo criminoso que vendia de habeas corpus desde o ano de 2013 no estado do Ceará. Advogados, juízes e desembargadores estariam envolvidos no esquema, segundo as investigações.

## Fases da Operação

### Precedentes
Cronologicamente, a operação teve origem a partir da Operação Cardume, que foi a primeira das três investigações da PF, iniciada ainda em 2013 e desencadeada em setembro de 2015, que chegou aos casos de corrupção envolvendo advogados cearenses. Investigou o tráfico internacional de drogas num esquema que vinculou o Ceará, mais sete estados e outros cinco países. Interceptando telefonemas dos traficantes, os federais apontaram um esquema em que advogados teriam obtido a soltura dos clientes criminosos comprando decisões nos plantões judiciais. Segundo os relatórios policiais, pagavam até 150 mil reais a desembargadores cearenses. A investigação contra os magistrados e vários desses advogados gerou as operações da Expresso 150.

### 1ª fase
Em junho de 2015 foi realizada a primeira fase da operação e investigou a compra e venda de liminares entre advogados e desembargadores nos plantões jurídicos. Por envolver desembargadores entre os citados, a operação foi presidida pelo ministro Herman Benjamin, do Superior Tribunal de Justiça (STJ), em Brasília. A investigação mostrou que advogados e pessoas de confiança de desembargadores do Tribunal de Justiça do Estado do Ceará (TJ-CE) negociavam venda de liminares por meio de grupos formados no aplicativo WhatsApp. Os crimes investigados são o de associação criminosa, corrupção passiva, tráfico de influência, corrupção ativa e lavagem de dinheiro.

### 2ª fase
Em 28 de setembro de 2016, a PF deflagrou a segunda fase da operação, chamada de Operação Cappuccino, com 110 policiais federais cumpriram 19 mandados de busca e apreensão e 24 mandados de conduções coercitivas. Entre os alvos estavam os desembargadores da ativa Francisco Pedrosa Teixeira e Sergia Maria Mendonça Miranda,  14 advogados e o desembargador aposentado Valdsen da Silva Alves Pereira. Benjamin acatou parte da representação proposta pela Polícia Federal na qual os investigadores detalham indicativos de conluio entre advogados e desembargadores visando às liberações de criminosos, por meio da concessão de liminares em habeas corpus impetrados principalmente durante os plantões judiciais. Além dos mandados de busca e apreensão e condução, houve a determinação de bloqueio das contas de um desembargador aposentado e um advogado envolvido nas ilicitudes, considerando o montante do valor transacionado indevidamente em torno de decisões atípicas.  Em outubro de 2016, dez viraram réus no STJ pelo suposto esquema de venda de sentenças: o desembargador afastado Carlos Rodrigues Feitosa e os advogados Fernando Feitosa, Éverton Barbosa, Fábio Coutinho, Sérgio Felício, João Paulo Albuquerque, Marcos Paulo de Oliveira Sá, Michel Coutinho, Mauro Rios, além de Paulo Diego da Silva Araújo – um dos traficantes beneficiados na negociação de liminares.

### 3ª fase
Em 13 de junho de 2017, a PF deflagrou a terceira fase da operação. Dois juízes titulares da 4ª e 5ª das varas cíveis de Fortaleza foram alvo da ação determinada pelo desembargador Tarcilio Souza em inquérito criminal que apura o caso. As varas dos dois juízes investigados chegaram a ser inspecionadas no fórum há cerca de um mês. Ambos foram afastados.  Em 23 de novembro de 2017, O Ministério Público Federal (MPF) denunciou 14 pessoas no envolvimento em esquema de venda de decisões judiciais no Ceará. Endereçado ao STJ, o pedido de ação penal incluiu os desembargadores afastados Sérgia Miranda e Francisco Pedrosa, além de Váldsen Pereira, desembargador aposentado compulsoriamente pelo próprio Tribunal de Justiça desde maio de 2014. Assinada em 10 de novembro pelo vice-procurador-geral da República, a denúncia acusou os três pelo crime de corrupção passiva. Também são alvo oito advogados, um gerente, uma dona de casa e um empresário. 

### 5ª fase
Em 10 de outubro de 2018, a PF deflagrou a 5ª fase da operação. Foram cumpridos seis mandados de busca e apreensão, em residências, escritórios de advocacia e empresa, sendo dois na capital cearense e quatro em Juazeiro do Norte (CE). As ordens judiciais foram expedidas pelo Ministro Herman Benjamin, do STJ.

## Repercussão
O jornal cearense O Povo noticiou que 611 advogados foram suspensos no Ceará, punidos por infrações éticas e disciplinares e que pelo menos 22 nomes da categoria foram processados no Tribunal de Ética da Ordem dos Advogados do Brasil, seção Ceará (TED/OAB-CE), acusados de participarem do esquema de corrupção ativa revelado nas operações Expresso 150 (fases 1 e 2) e Cardume. Nas investigações, a soltura de traficantes nos plantões do Judiciário.